# Клайн-Райде
Клайн-Райде (нем. Klein Rheide) — община в Германии, в земле Шлезвиг-Гольштейн. 
Входит в состав района Шлезвиг-Фленсбург. Подчиняется управлению Кроп.  Население составляет 338 человек (на 31 декабря 2010 года). Занимает площадь 12,82 км².